# Olympia TV
 (juillet 2025).
Si vous disposez d'ouvrages ou d'articles de référence ou si vous connaissez des sites web de qualité traitant du thème abordé ici, merci de compléter l'article en donnant les références utiles à sa vérifiabilité et en les liant à la section « Notes et références ».
Olympia TV est une chaîne de télévision française payante du groupe Canal+ contrôlé par le groupe Bolloré, diffusant chaque soir entre 20 h 30 et 1 h du matin des spectacles, concerts, pièces de théâtre ou des seuls-en-scène, se présentant comme « chaîne salle de spectacle ». La chaîne relève d'un contrat et de partenariats entre la salle de spectacle de l’Olympia et le groupe Canal+, tous deux étant en 2020, propriété du groupe Vivendi lui-même contrôlé par le groupe Bolloré. La chaîne est lancée le 21 janvier 2020 par son parrain Francis Huster. La chaîne est disponible auprès des offres TV françaises payantes ainsi que sur le service payant MyCanal.

## Programmes
La grille de programmes de la chaîne :
- Lundi : Théâtre contemporain
- Mardi : Concert
- Mercredi : Magie, cirque et spectacle musical
- Jeudi : Humoristes
- Vendredi : Théâtre classique
- Samedi : Classique grandiose
- Dimanche : Concert